# Aleksander Skrzyński

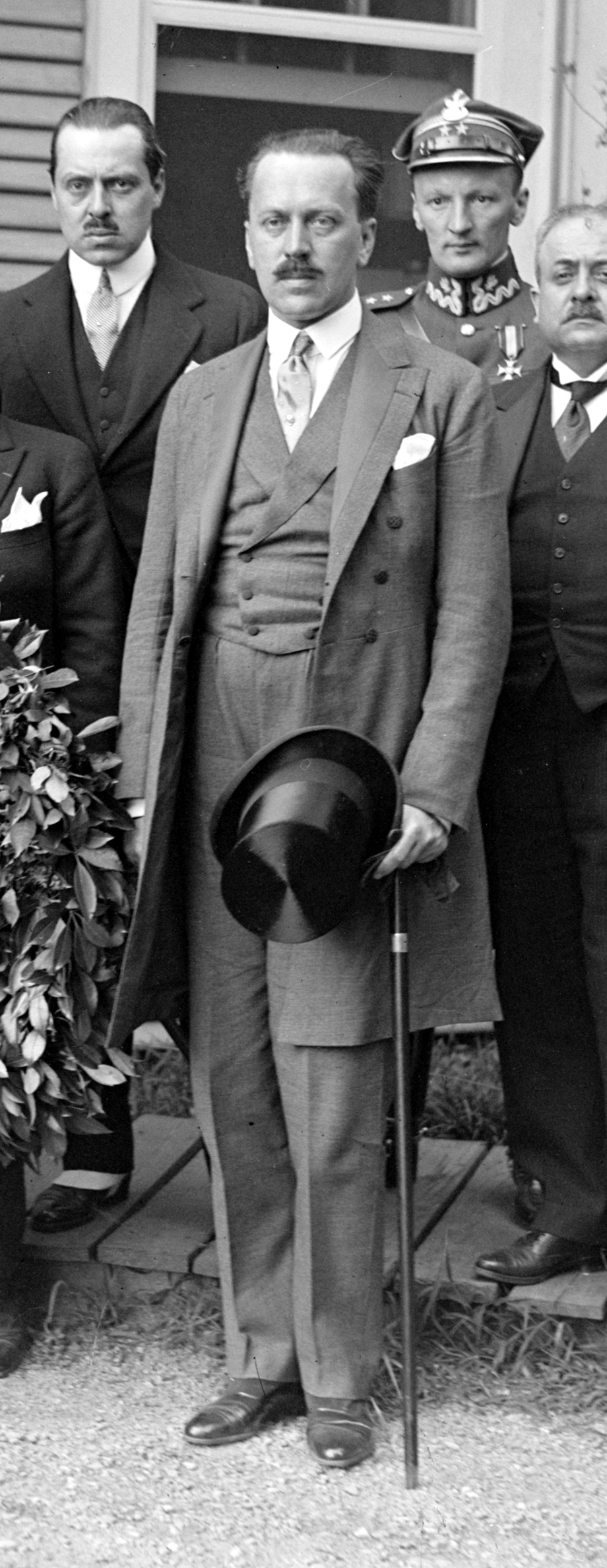
Aleksander Skrzyński, 1925

Aleksander Józef Graf (Hrabia) Skrzyński (* 18. März 1882 in Zagórzany (Galizien); † 25. September 1931 in Ostrów Wielkopolski) war ein österreich-ungarischer Diplomat und Offizier, polnischer Politiker und Ministerpräsident.

## Leben

### Studium und berufliche Laufbahn
Aleksander war Sohn des Politikers und Parlamentsabgeordneten Adam Ritter von Skrzyński sowie der Oktawia Gräfin Tarnowska.
Nach dem Schulbesuch begann er 1900 ein Studium der Rechtswissenschaften an der Universität Wien, das er 1904 an der Jagiellonen-Universität in Krakau fortsetzte. Am 6. Februar 1906 schloss er sein Studium mit der Promotion zum Doctor juris ab. Daraufhin war er bis 1908 als Regierungspraktikant beim Statthalter (Namiestnik) von Lemberg und dann von Gorlice tätig. Im Anschluss daran trat er 1909 in den Diplomatischen Dienst von Österreich-Ungarn ein, dessen Teil Galizien damals war. Zunächst wurde er Attaché an der Botschaft beim Heiligen Stuhl.
In den folgenden Jahren war er Kammerherr von Kaiser Franz Joseph I. sowie Diplomat in Den Haag. Während des Ersten Weltkrieges diente er zuerst als Unterleutnant und später als Adjutant von General Tadeusz Rozwadowski, ehe er 1916 Reserveoffizier wurde. Anschließend war er als Diplomat an den Botschaften in Berlin und Paris tätig.

### Unabhängigkeit und Außenminister
Nach der Unabhängigkeit der Republik Polen am 22. November 1918 trat er als Mitglied in die konservative Partei Stronnictwo Prawicy Narodowej ein. 1919 wurde er Gesandter in Rumänien und sogleich Unterhändler eines Polnisch-Rumänischen Partnerschaftsvertrages.
Am 16. Dezember 1922 wurde er von Ministerpräsident Władysław Sikorski erstmals zum Außenminister ernannt. Als solcher trat er für eine Friedenspolitik zur Stabilisierung der Grenzen ein. Das Amt verlor er am 28. Mai 1923 nach der Bildung der Regierung von Wincenty Witos.
Allerdings wurde er am 27. Juli 1924 von Ministerpräsident Władysław Grabski erneut zum Außenminister berufen. Dabei fand er weitgehende Anerkennung wegen der Stärkung der polnischen Wirtschaft durch die Regulierung der Auslandsschulden bei den Vereinigten Staaten sowie Großbritannien. Darüber hinaus schloss er am 10. Februar 1925 ein Konkordat mit dem Heiligen Stuhl sowie diplomatische Beziehungen mit dem Nachbarn Tschechoslowakei. Des Weiteren gelang ihm durch seine Aktivitäten im Völkerbund die aufwändige Ausarbeitung des Genfer Protokolls, das am 17. Juni 1925 unterzeichnet wurde und das den Gebrauch chemischer und biologischer Waffen verbietet, das allerdings keine Vorgaben zu deren Entwicklung, Herstellung und Lagerung enthält. Schließlich gelang ihm durch im Oktober 1925 durch die Verträge von Locarno und insbesondere den dort ausgehandelten Schiedsvertrag mit Deutschland die Befriedigung der Schwierigkeiten in Danzig zu Gunsten einer besseren Behandlung der polnischen Minderheit.

### Ministerpräsident und Maiputsch 1926
Am 20. November 1925 wurde er als Nachfolger Grabskis selbst Ministerpräsident. Als solcher bildete er eine Koalitionsregierung, die jedoch nach dem Ausscheiden der Sozialisten am 10. Mai 1926 zurücktreten musste. Während seiner Regierungszeit übernahm er auch weiterhin das Amt des Außenministers.
Wenige Tage nach seinem Rücktritt kam es zum Maiputsch unter der Führung von Józef Piłsudski, der dadurch seine faktische Macht in Polen noch weiter stärkte. Einen Monat später folgte ein Duell zwischen ihm und dem früheren Kriegsminister, General Stanisław Maria Graf Szeptycki, nach dem jener Skrzyński in einem Club in Krakau die Begrüßung per Handschlag verweigerte, weil nach Szeptyckis Ansicht die unentschlossene und schwache Politik Skrzyńskis der wahre Grund des Maiputsches war. Nachdem General Szeptycki aus fünfzehn Schritt Entfernung nicht traf und Skrzyński die Schussabgabe verweigerte, erklärten die Sekundanten die Satisfaktion der Duellanten.
Im September 1926 war er Thema in der Boulevardpresse, als behauptet wurde, dass er eine Tochter des US-amerikanischen Automobilfabrikanten Henry Ford heiraten würde, die es allerdings nicht gab, da Ford nur Söhne hatte.
1928 war er neutrales Mitglied des Ständigen Schlichtungsausschusses zwischen den Vereinigten Staaten und Peru.
Am 25. September 1931 starb Aleksander Skrzyński in Ostrów Wielkopolski bei einem Autounfall.